# Lawrence Donald Soens
Lawrence Donald Soens (Iowa City, 26 agosto 1926 – Sioux City, 1º novembre 2021) è stato un vescovo cattolico statunitense.

## Biografia
Monsignor Lawrence Donald Soens nacque a Iowa City il 26 agosto 1926.

### Formazione e ministero sacerdotale
Studiò al Loras College di Dubuque e al Saint Ambrose College di Davenport. Compì gli studi per il sacerdozio al Kenrick Seminary di Saint Louis e quelli universitari presso l'Università dell'Iowa.
Il 6 maggio 1950 fu ordinato presbitero per la diocesi di Davenport. In seguito fu vicario parrocchiale della parrocchia di San Paolo a Burlington dal 1950 al 1952; insegnante e vice-rettore della St. Ambrose Academy a Davenport dal 1952 al 1954; vicario parrocchiale della parrocchia di Santa Brigida a Victor dal 1954 al 1958; preside della Regina High School a Iowa City dal 1958 al 1967; rettore del seminario minore "Sant'Ambrogio" a Davenport dal 1967 al 1975; membro della Facoltà del St. Ambrose College: parroco delle parrocchie dell'Assunzione a Charlotte e di San Patrizio a Villa Nova dal 1975 al 1977 e parroco della parrocchia di Santa Maria a Clinton dal 1977 al 1983
Fu anche membro della commissione per il personale diocesano dal 1970 al 1977 e del collegio dei consultori dal 1973 al 1983 e vice officiale dal 1974 al 1978.
Il 18 dicembre 1981 venne nominato prelato d'onore di Sua Santità.

### Ministero episcopale
Il 15 giugno 1983 papa Giovanni Paolo II lo nominò vescovo di Sioux City. Ricevette l'ordinazione episcopale il 17 agosto successivo nella cattedrale dell'Epifania a Sioux City dall'arcivescovo metropolita di Dubuque James Joseph Byrne, coconsacranti il vescovo di Davenport Gerald Francis O'Keefe e il vescovo emerito di Sioux City Frank Henry Greteman. Durante la stessa celebrazione prese possesso della diocesi.
Durante il suo episcopato furono istituiti o ampliati molti programmi, tra cui: Ministero 2000, il fondo per la pensione dei sacerdoti, i programmi di pastorale giovanile e pastorale parrocchiale e le commissioni finanziarie.
Nel 1997 monsignor Soens chiese la nomina di un vescovo coadiutore e il 19 agosto 1997 papa Giovanni Paolo II nominò Daniel DiNardo.
Il 28 novembre 1998 papa Giovanni Paolo II accettò la sua rinuncia al governo pastorale della diocesi.
Dopo le sue dimissioni da vescovo di Sioux City fu accusato di aver palpeggiato fino a 15 studenti durante il suo incarico come direttore della Regina Catholic High School di Iowa City negli anni '60. Monsignor Soens negò le accuse. Queste tuttavia sono aumentate e il numero effettivo di studenti che affermano di essere stati abusati crebbe negli anni.
Morì nella Holy Spirit Retirement Home di Sioux City il 1º novembre 2021 all'età di 95 anni.

## Genealogia episcopale e successione apostolica
La genealogia episcopale è:
- Cardinale Scipione Rebiba
- Cardinale Giulio Antonio Santori
- Cardinale Girolamo Bernerio, O.P.
- Arcivescovo Galeazzo Sanvitale
- Cardinale Ludovico Ludovisi
- Cardinale Luigi Caetani
- Cardinale Ulderico Carpegna
- Cardinale Paluzzo Paluzzi Altieri degli Albertoni
- Papa Benedetto XIII
- Papa Benedetto XIV
- Papa Clemente XIII
- Cardinale Marcantonio Colonna
- Cardinale Giacinto Sigismondo Gerdil, B.
- Cardinale Giulio Maria della Somaglia
- Cardinale Carlo Odescalchi, S.I.
- Cardinale Costantino Patrizi Naro
- Cardinale Lucido Maria Parocchi
- Papa Pio X
- Cardinale Gaetano De Lai
- Cardinale Raffaele Carlo Rossi, O.C.D.
- Cardinale Amleto Giovanni Cicognani
- Arcivescovo James Joseph Byrne
- Vescovo Lawrence Donald Soens

La successione apostolica è:
- Cardinale Daniel Nicholas DiNardo (1997)